# Stephen Sunday
Stephen Sunday Obayan, deportivamente conocido como Sunny (Lagos (Nigeria), 17 de septiembre de 1988) es un futbolista nigeriano, que desde 2007 posee también la nacionalidad española. Actualmente juega en el Pafos FC de la Primera División de Chipre.

## Trayectoria
Stephen Sunday salió de su Nigeria natal, donde ya practicaba el fútbol en distintos equipos locales como FC Ebedei y Bebés Jegede, para emprender un viaje hacia Europa, donde supuestamente le esperaría un compatriota agente de futbolistas. Sunny llegó a París, donde se encontró solo y sin noticias del representante. Decidió trasladarse a España, donde tenía dos amigos. Una vez en territorio español ingresa en una selección nigeriana de inmigrantes, donde comienza a deslumbrar en partidos amistosos. En uno de ellos, el ojeador Rodrigo Fernández, del Polideportivo Ejido recomienda inmediatamente su contratación. Después de jugar en el filial del Poli Ejido asciende rápidamente al primer equipo donde también deja constancia de su gran futuro. Una vez conseguida la nacionalización fue convocado por la selección española sub-19, además de la sub-20, con la que disputó el Copa Mundial de Fútbol Sub-20 de 2007 de dicha categoría.
En verano de 2007 ficha por el Valencia CF a cambio de 1'5 millones de euros y firma un contrato de 6 temporadas. En su primera temporada como blanquinegro no cuenta con demasiadas oportunidades y al terminar la temporada se marcha cedido al CA Osasuna en busca de minutos para formarse en Primera División. 
En julio de 2009 marcha cedido al Real Betis Balompié de la Segunda División, retornando al Valencia C. F. una vez finalizada la temporada.
En el mercado de invierno de la temporada 2010/11, el jugador Sunny abandona la disciplina ché (donde hasta ahora estaba jugando con el filial), para marcharse cedido por lo que resta la temporada al Numancia de la segunda división. Al término de la temporada se desvinculó definitivamente del Valencia y fichó por el conjunto soriano para las dos campañas siguientes.

## Selección
Ha sido internacional con la selección de Nigeria en una ocasión, con la selección sub-21 de España en una ocasión, con la selección sub-20 de España en 4 ocasiones y con la sub-19 de España en 5 ocasiones.

## Clubes

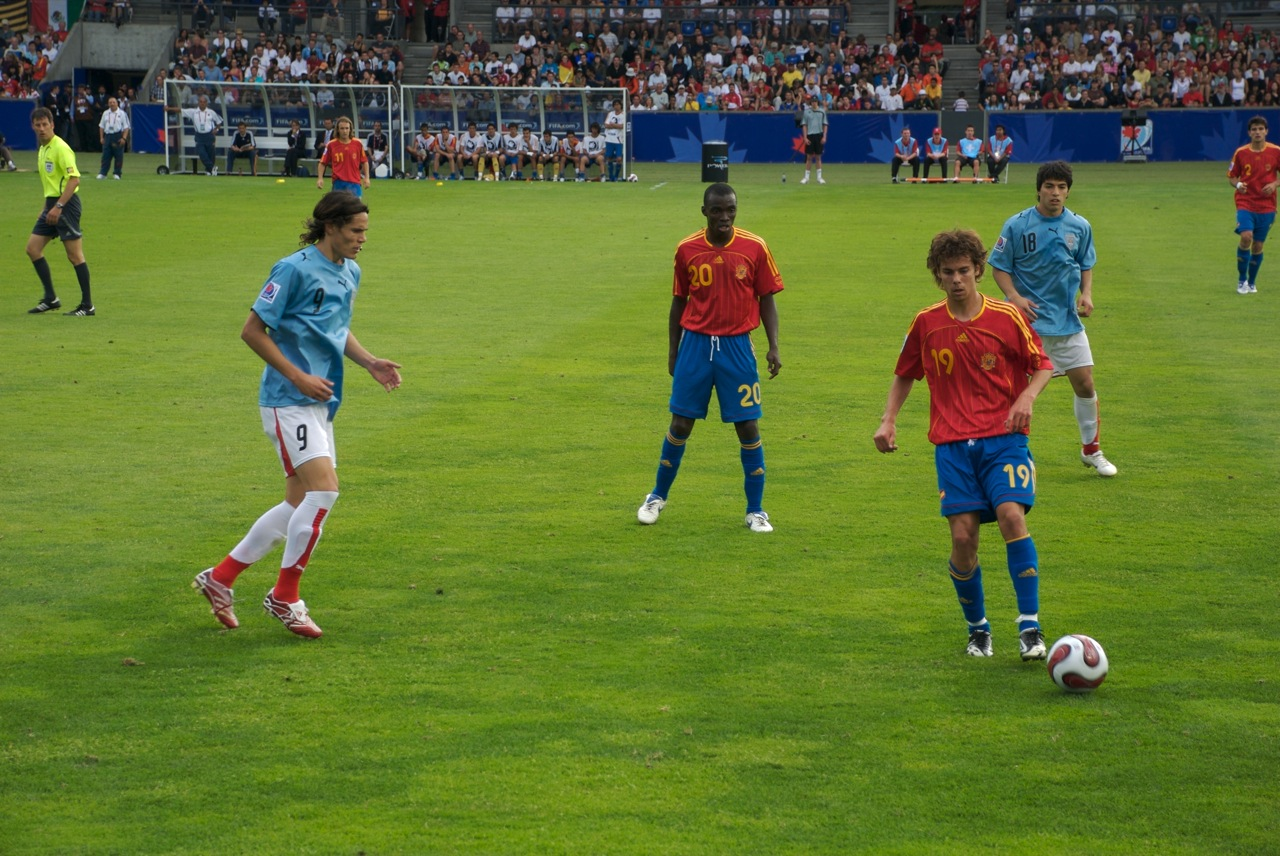
Sunday, en el medio, con la selección Sub-20 de España contra Uruguay.

Actualizado el 15 de diciembre de 2019
| Club                         | País           | Año       | Partidos | Goles |
| ---------------------------- | -------------- | --------- | -------- | ----- |
| Polideportivo Ejido          | España         | 2004-2007 | 65       | 0     |
| Valencia CF                  | España         | 2007-2008 | 10       | 0     |
| CA Osasuna (cedido)          | España         | 2008-2009 | 4        | 0     |
| Real Betis Balompié (cedido) | España         | 2009-2010 | 7        | 0     |
| Valencia CF                  | España         | 2010-2011 | 0        | 0     |
| CD Numancia (cedido)         | España         | 2011      | 14       | 2     |
| CD Numancia                  | España         | 2011-2013 | 62       | 2     |
| Bnei Sakhnin F.C.            | Israel         | 2013      | 2        | 0     |
| CSKA Sofia                   | Bulgaria       | 2014-2015 | 36       | 0     |
| Alanyaspor                   | Turquía        | 2015-2016 | 12       | 0     |
| Real Salt Lake               | Estados Unidos | 2016-2018 | 59       | 1     |
| Real Monarchs (cedido)       | Estados Unidos | 2016-2017 | 3        | 0     |
| Pafos FC                     | Chipre         | 2019 -    | 5        | 0     |

### Participaciones en Copas del Mundo
| Mundial        | Año  | Sede   | Resultado        |
| -------------- | ---- | ------ | ---------------- |
| Mundial Sub-20 | 2007 | Canadá | Cuartos de final |

## Títulos

### Campeonatos nacionales
| Título       | Club        | País   | Año  |
| ------------ | ----------- | ------ | ---- |
| Copa del Rey | Valencia CF | España | 2008 |